# Jaume Traserra Cunillera

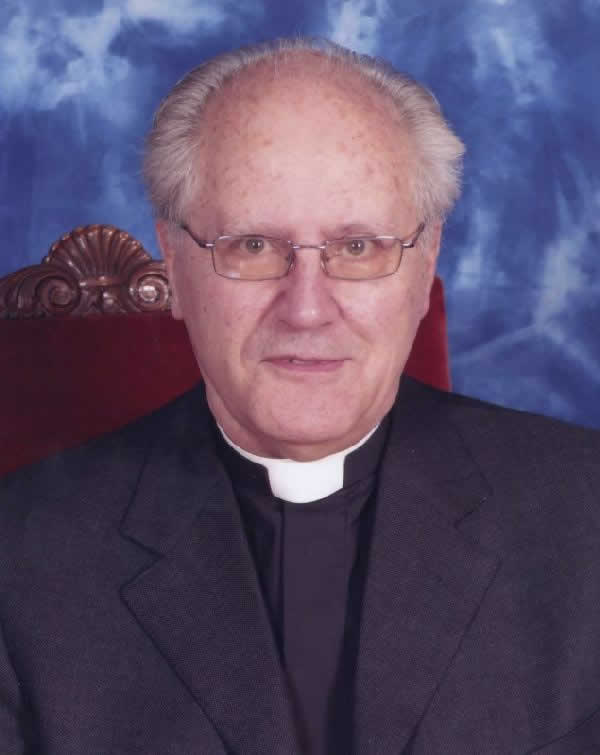
Bischof Jaume Traserra

Bischofswappen

Jaume Traserra Cunillera (* 11. Juli 1934 in Granollers; † 25. Januar 2019 ebenda) war ein spanischer Geistlicher und römisch-katholischer Bischof von Solsona.

## Leben
Jaume Traserra Cunillera empfing am 19. März 1959 die Priesterweihe. 
Papst Johannes Paul II. ernannte ihn am 9. Juni 1993 zum Weihbischof in Barcelona und Titularbischof von Selemselae. Der Erzbischof von Barcelona Ricardo María Carles Gordó spendete ihm am 5. September desselben Jahres die Bischofsweihe; Mitkonsekratoren waren Narciso Kardinal Jubany Arnau, Alterzbischof von Barcelona, und Antonio María Kardinal Javierre Ortas SDB, Präfekt der Kongregation für den Gottesdienst und die Sakramentenordnung.
Am 28. Juli 2001 wurde er durch Johannes Paul II. zum Bischof von Solsona ernannt. Am 3. November 2010 nahm Papst Benedikt XVI. seinen altersbedingten Rücktritt an. Er war Vize-Großprior des Konstantinordens.